# Georges Bayle
Pour les articles homonymes, voir Bayle.
Georges Bayle, né en 1918 et mort en 1987, est un écrivain français.

## Biographie
Auteur populiste, il publie en 1954 Du raisin dans le gaz-oil dédié à Jacques Perret avec qui Georges Bayle fut interné pendant la Seconde Guerre mondiale. L'intrigue se situe dans la corporation des camionneurs. Le roman est adapté par Michel Audiard sous le titre Gas-oil réalisé par Gilles Grangier avec Jean Gabin et Jeanne Moreau.

## Œuvre

### Romans
- Du raisin dans le gaz-oil, Série noire no 217, 1954
- Les Déserteurs, Collection Blanche Gallimard, 1958

### Recueil de nouvelles
- Le Pompiste et le Chauffeur, Collection Blanche, Gallimard, 1955

### Autres ouvrages
- Cours de résistance des matériaux appliquée aux machines, Eyrolles
- Cours de statique graphique, Eyrolles, 1948

## Filmographie

### Adaptation
- 1955 : Gas-oil, film français réalisé par Gilles Grangier, adaptation du roman Du raisin dans le gaz-oil, avec Jean Gabin et Jeanne Moreau

### Acteur
- 1957 : Le Feu aux poudres, film français réalisé par Henri Decoin, avec Raymond Pellegrin et Charles Vanel

## Sources
- Claude Mesplède, Les Années Série noire vol.1 (1945-1959) Encrage « Travaux » no 13, 1992
- Claude Mesplède et Jean-Jacques Schleret, SN Voyage au bout de la Noire, Futuropolis, 1982, p. 30.